# Camaiore
Camaiore is een gemeente in de Italiaanse provincie Lucca (regio Toscane) en telt 30.676 inwoners (31-12-2004). De oppervlakte bedraagt 84,6 km², de bevolkingsdichtheid is 363 inwoners per km².
De volgende frazioni maken deel uit van de gemeente: Lido di Camaiore, Casoli, Vado, Nocchi, Metato, Pieve, Lombrici, Pontemazzori, Marignana, Valpromaro, Pedona, Capezzano Pianore, Monteggiori.

## Demografie
Camaiore telt ongeveer 12264 huishoudens. Het aantal inwoners daalde in de periode 1991-2001 met 1,4% volgens cijfers uit de tienjaarlijkse volkstellingen van ISTAT.
| Jaar | Inwoneraantal |
| ---- | ------------- |
| 1991 | 30.648        |
| 2001 | 30.206        |

## Geografie
De gemeente ligt op ongeveer 34 m boven zeeniveau.
Camaiore grenst aan de volgende gemeenten: Lucca, Massarosa, Pescaglia, Pietrasanta, Stazzema, Viareggio.

## De Villa Borbone delle Pianore
In Capezzano Pianore bevindt zich de Villa Borbone delle Pianore (niet te verwarren met de Villa Borbone in Viareggio), die tot 1952 een van de zomerverblijven was van de hertogen van Bourbon de Parma. De villa bestaat uit drie gebouwen, waarvan het oudste werd gebouwd in opdracht van Maria Theresa van Savoye, de echtgenote van Karel Lodewijk van Bourbon-Parma. Haar kleinzoon Robert I van Parma breidde tussen 1878 en 1888 de villa uit en liet een door de tuinarchitect Jean-Pierre Barillet-Deschamps (1824-1873) ontworpen park aanleggen. In 1893 liet hij de aan de villa grenzende kapel renoveren voor het huwelijk van zijn dochter Maria Louisa met Ferdinand I van Bulgarije. In 1952 werd de villa verkocht aan de katholieke Congregazione delle Scuole di Carità.

## Geboren
- Francesco Gasparini (1668-1727), componist
- Xavier van Bourbon-Parma (1889-1977), Carlistisch pretendent
- Andrea Larini (1968), autocoureur
- Francesco Chicchi (1980), wielrenner

## Externe links

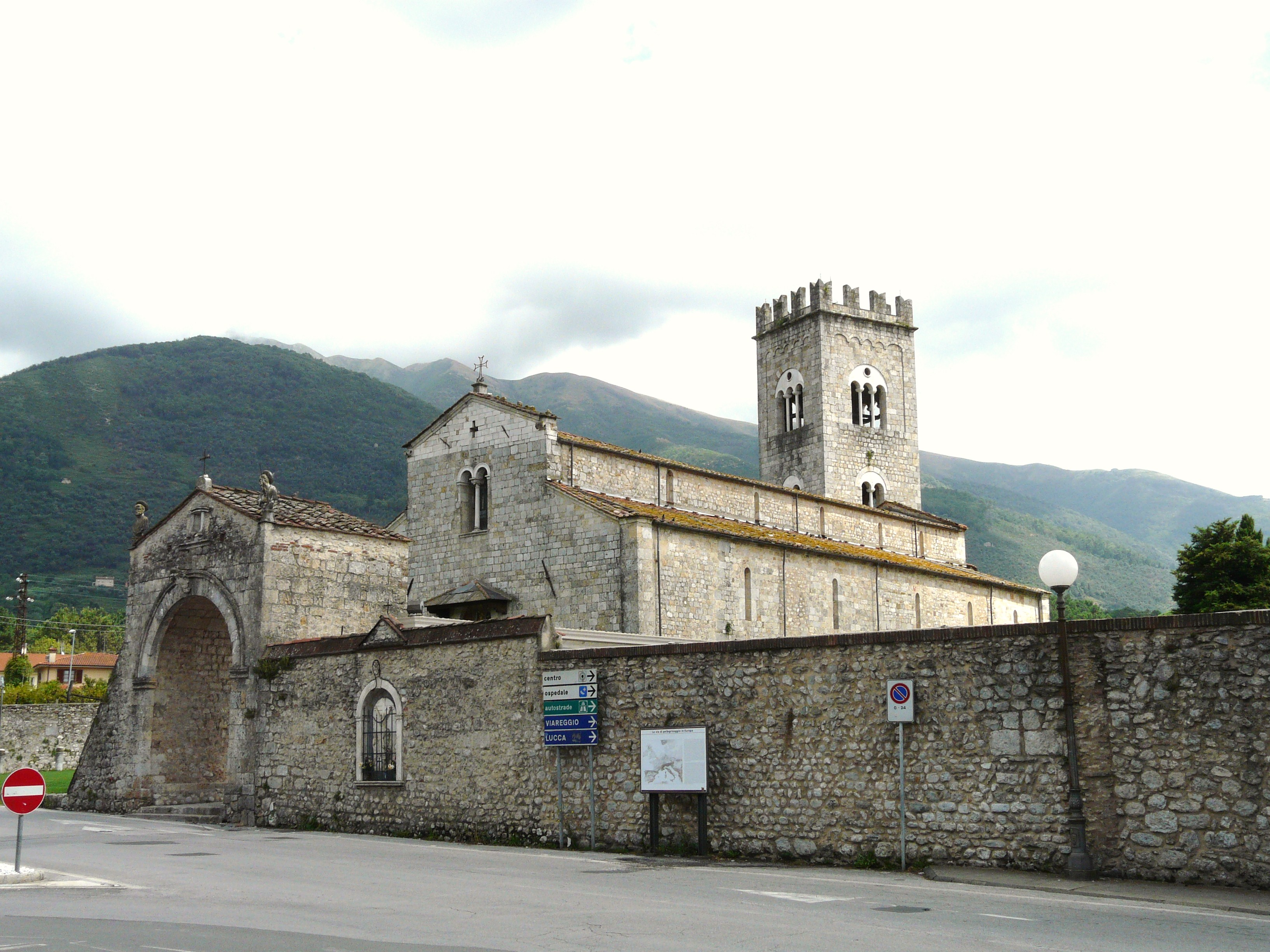
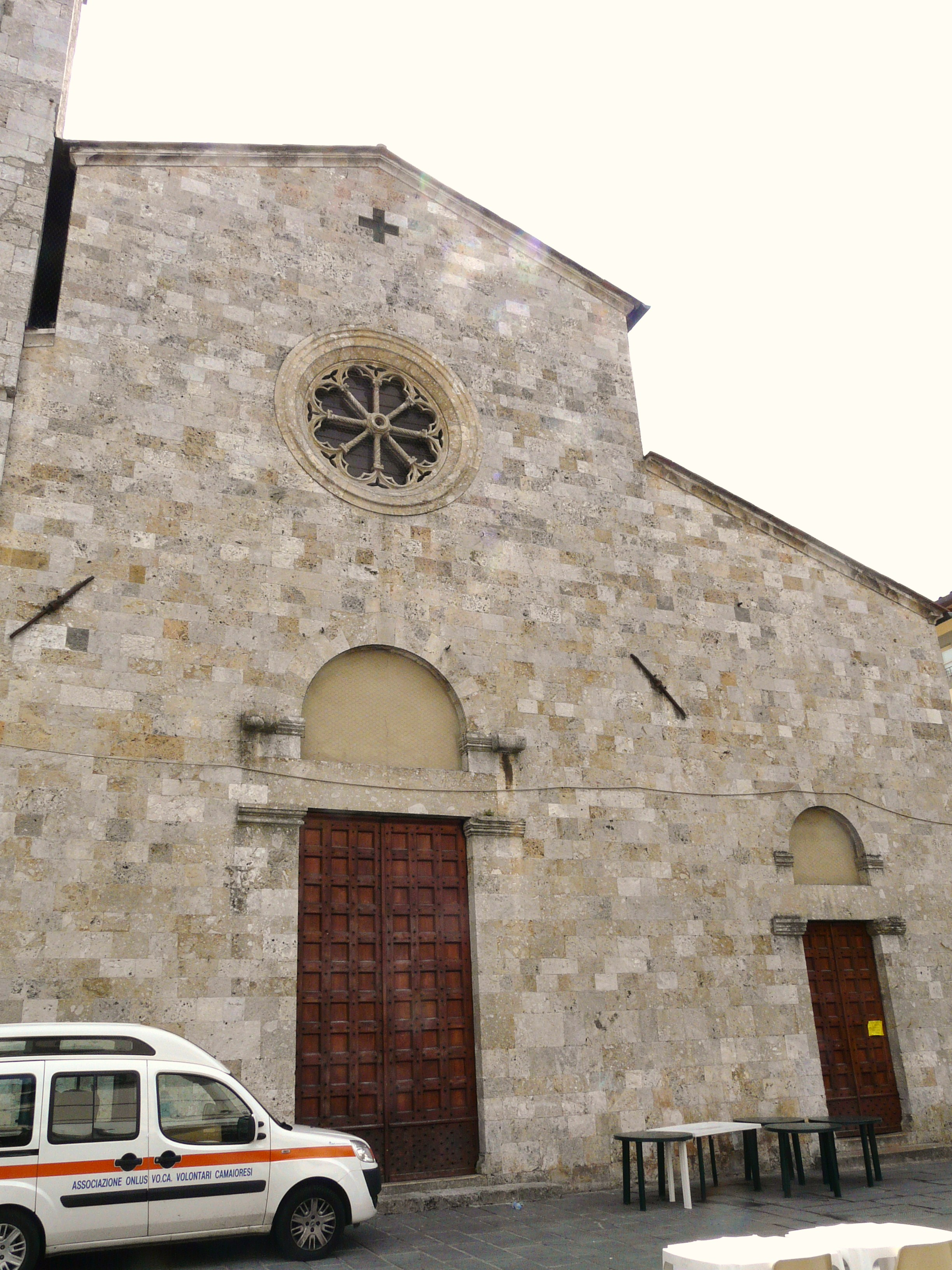
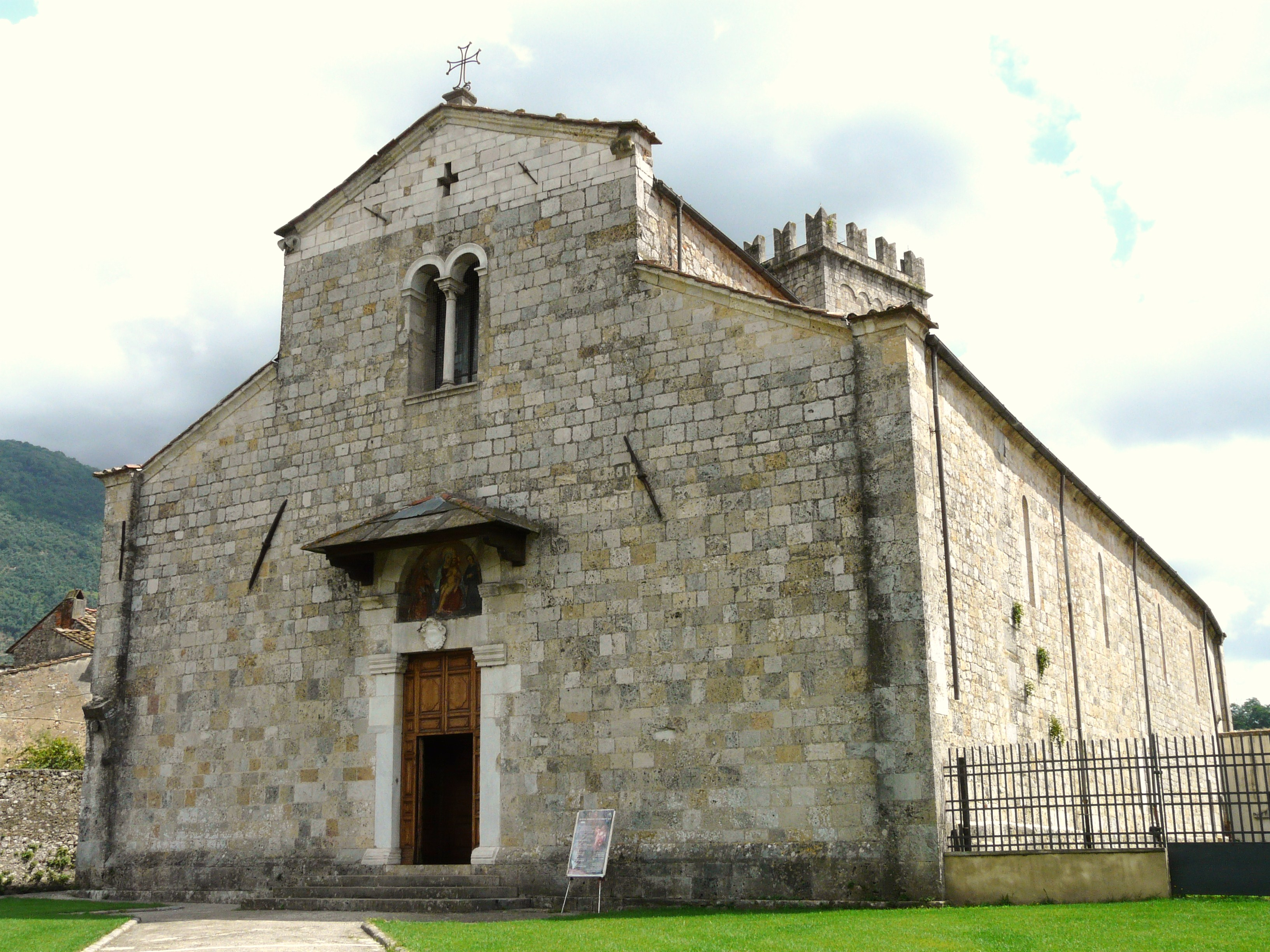
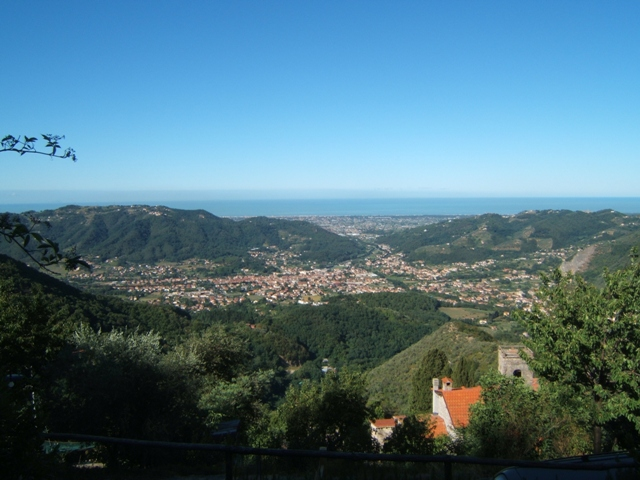
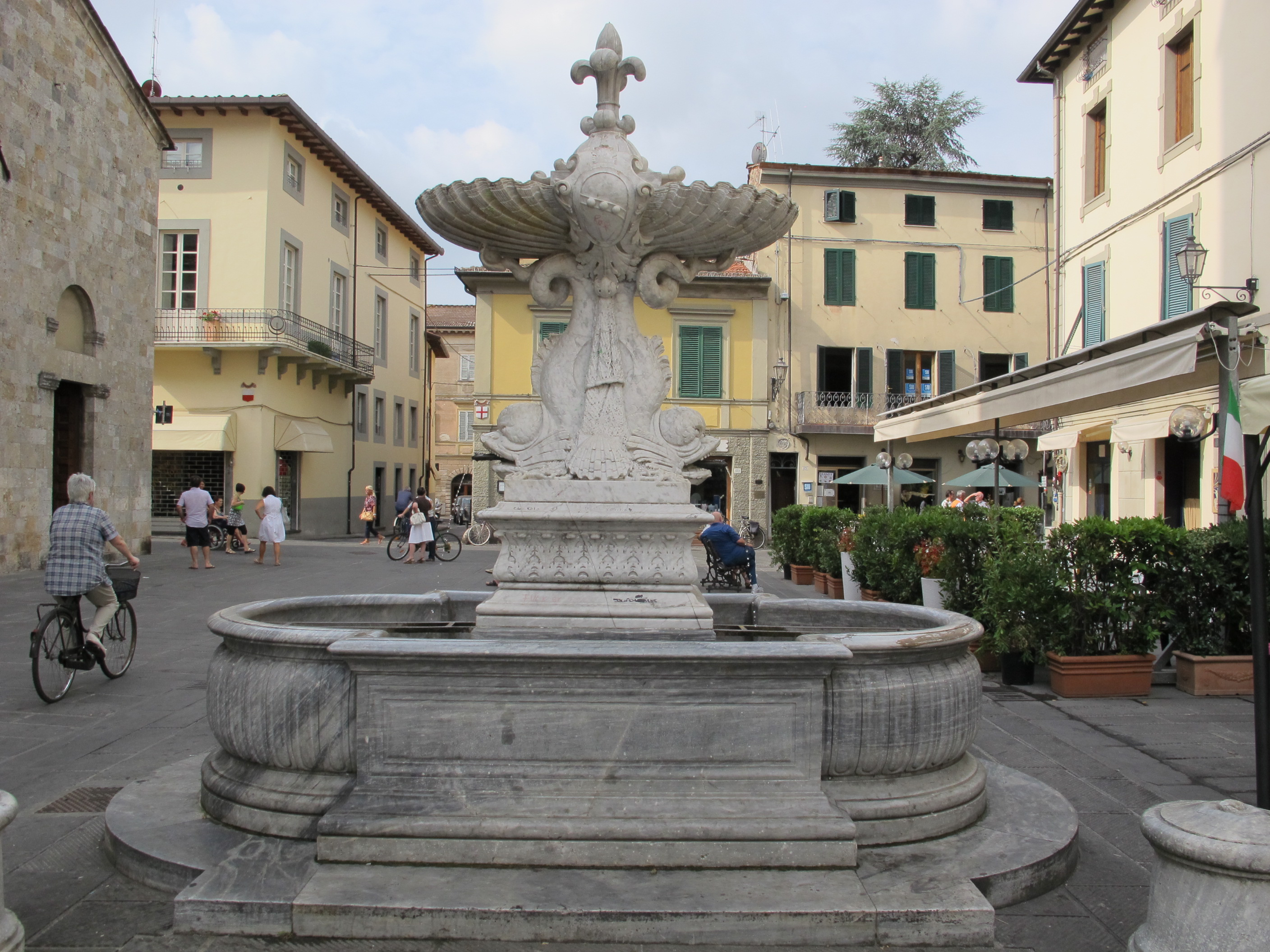